# Alan Jay Lerner
Alan Jay Lerner (Nueva York, 31 de agosto de 1918-Ibidem, 14 de junio de 1986) fue un libretista, letrista y guionista estadounidense.
En su carrera ganó tres premios de la Academia, tres premios Tony y dos Globos de Oro.
Entre sus obras se encuentra el musical My fair lady.

## Obras

### Musicales
- 1942: Life of the party, con Frederick Loewe
- 1943: What’s up?, con Frederick Loewe
- 1945: The day before spring, con Frederick Loewe
- 1947: Brigadoon, con Frederick Loewe
- 1948: Love life, con Kurt Weill
- 1951: Paint your wagon, con Frederick Loewe
- 1956: My Fair Lady, con Frederick Loewe
- 1960: Camelot, con Frederick Loewe
- 1965: On a clear day you can see forever, con Burton Lane
- 1969: Coco, con André Previn
- 1971: Lolita, my love, con John Barry
- 1973: Gigi, basado en la película del mismo nombre (1958), con Frederick Loewe
- 1976: 1600 Pennsylvania Avenue, con Leonard Bernstein
- 1979: Carmelina, con Burton Lane and Joseph Stein
- 1983: Dance a little closer, con Charles Strouse
- 1984: My Man Godfrey, inconcluso, con Gerard Kenny

### Películas
- 1951: Royal wedding, letrista.
- 1951: An american in Paris, escritor.
- 1954: Brigadoon, letrista.
- 1958: Gigi, guionista y letrista.
- 1960: The adventures of Huckleberry Finn, letrista.
- 1964: My fair lady, guionista y letrista.
- 1967: Camelot, guionista y letrista.
- 1969: Paint your wagon, guionista y letrista.
- 1970: On a clear day you can see forever, guionista y letrista.
- 1973: The little prince, guionista y letrista.
- 1980: Tribute, letrista de «It's all for the best».
- 1984: Secret places, letrista de la canción principal.

## Premios y distinciones
Premios Óscar
| Año  | Categoría                                    | Canción         | Película              | Resultado |
| ---- | -------------------------------------------- | --------------- | --------------------- | --------- |
| 1952 | Mejor argumento y guion                      | -               | Un americano en París | Ganador   |
| 1952 | Mejor canción original                       | «Too Late Now»  | Bodas reales          | Nominado  |
| 1959 | Mejor guion basado en material de otro medio | -               | Gigi                  | Ganador   |
| 1959 | Mejor canción original                       | «Gigi»          | Gigi                  | Ganador   |
| 1965 | Mejor argumento y guion original             | -               | My Fair Lady          | Nominado  |
| 1975 | Mejor orquestación                           | -               | El principito         | Nominado  |
| 1975 | Mejor canción original                       | «Little Prince» | El principito         | Nominado  |